# 백인당
백인당(白忍堂, ? ~ 1575년 1월 25일)은 조선 중기의 명필 한석봉(본명 한호, 1543~1605)의 어머니이다. 본관은 홍주 백씨(洪州 白氏)이며, 장사랑 화담 백옥근(花潭 白玉根)의 딸이다.

## 생애
백인당은 한석봉이 세 살 때 남편 한언공(韓彦恭, 1524~1546)을 여의고 홀로 아들과 자녀들을 키웠다. 집안이 가난했으나, 행상과 떡 장사 등으로 생계를 이어가며 아들의 학업과 재능을 뒷바라지했다. 한석봉이 서예가로 성장하는 데 영향을 끼쳤다.

## 일화
백인당과 관련된 가장 유명한 일화는 '불을 끄고 나는 떡을 썰겠다'는 이야기이다. 한석봉이 절에서 공부를 마치고 집에 돌아왔을 때, 어머니는 어두운 방에서 자신은 떡을 썰고 아들은 글씨를 쓰게 했다. 불을 켜고 보니 어머니가 썬 떡은 크기와 두께가 고르고 단정했으나, 한석봉의 글씨는 제각각이었다. 백인당은 이를 꾸짖으며 "눈을 감고도 바르게 쓸 수 있을 때까지 집에 오지 말라"고 하여, 한석봉이 더욱 글씨 공부에 매진하도록 했다.

## 평가
백인당은 신사임당, 맹자의 어머니와 함께 한국의 대표적인 현모(賢母)로 꼽힌다. 가난과 역경 속에서도 자녀 교육에 헌신한 어머니의 상징으로, 한국 교육사와 문화에서 귀감이 되는 인물이다.